# Pal·lava

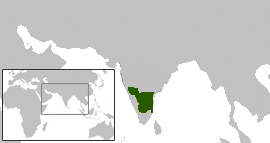
El regne Pal·lava vers 650

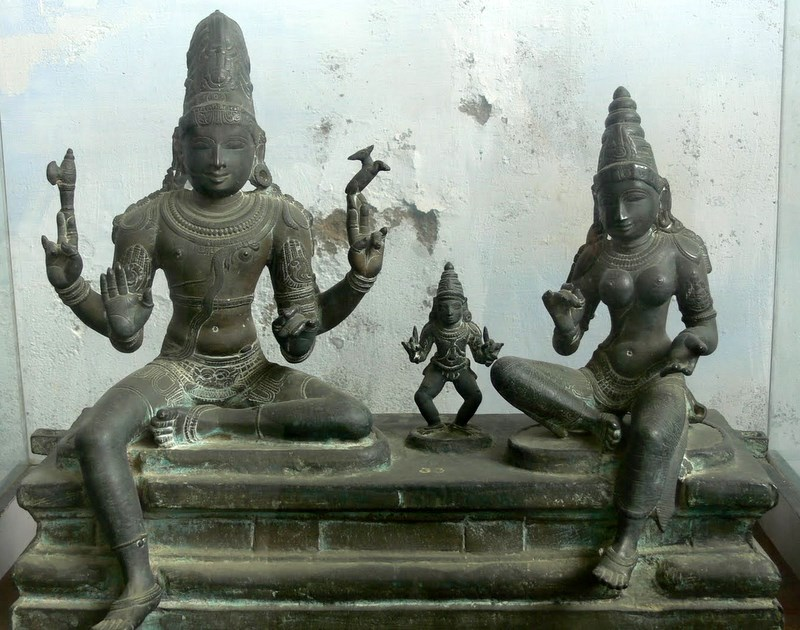
Somaskanda; bronze Pal·lava

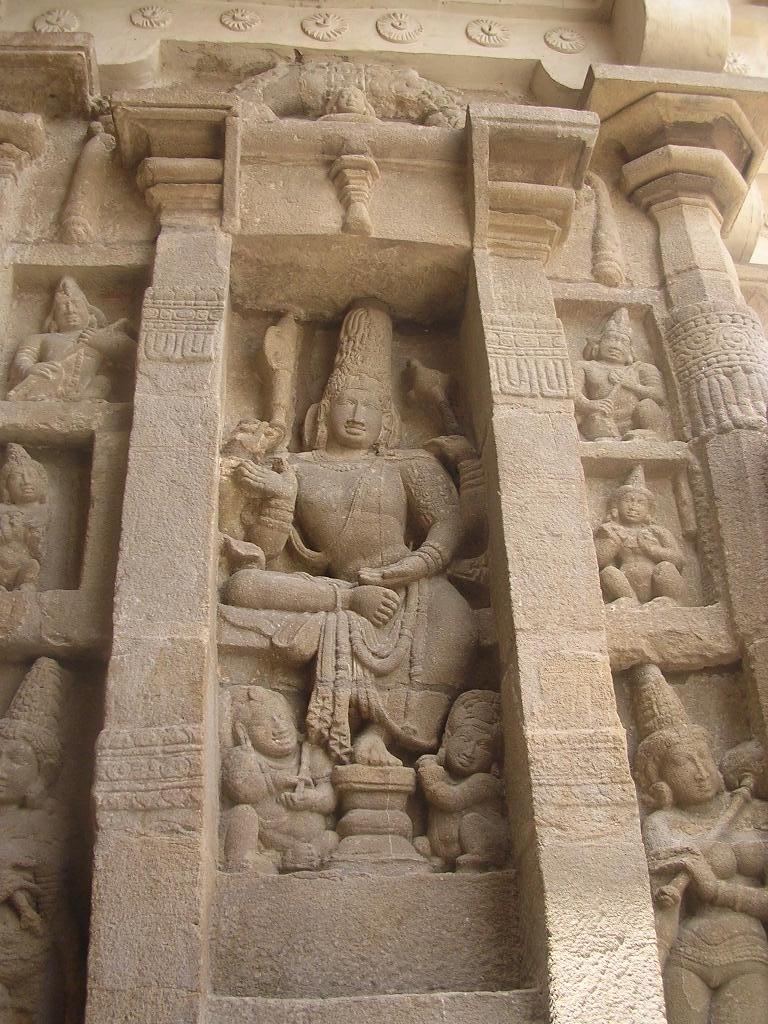
Escultura Pal·lava a Kanchipuram

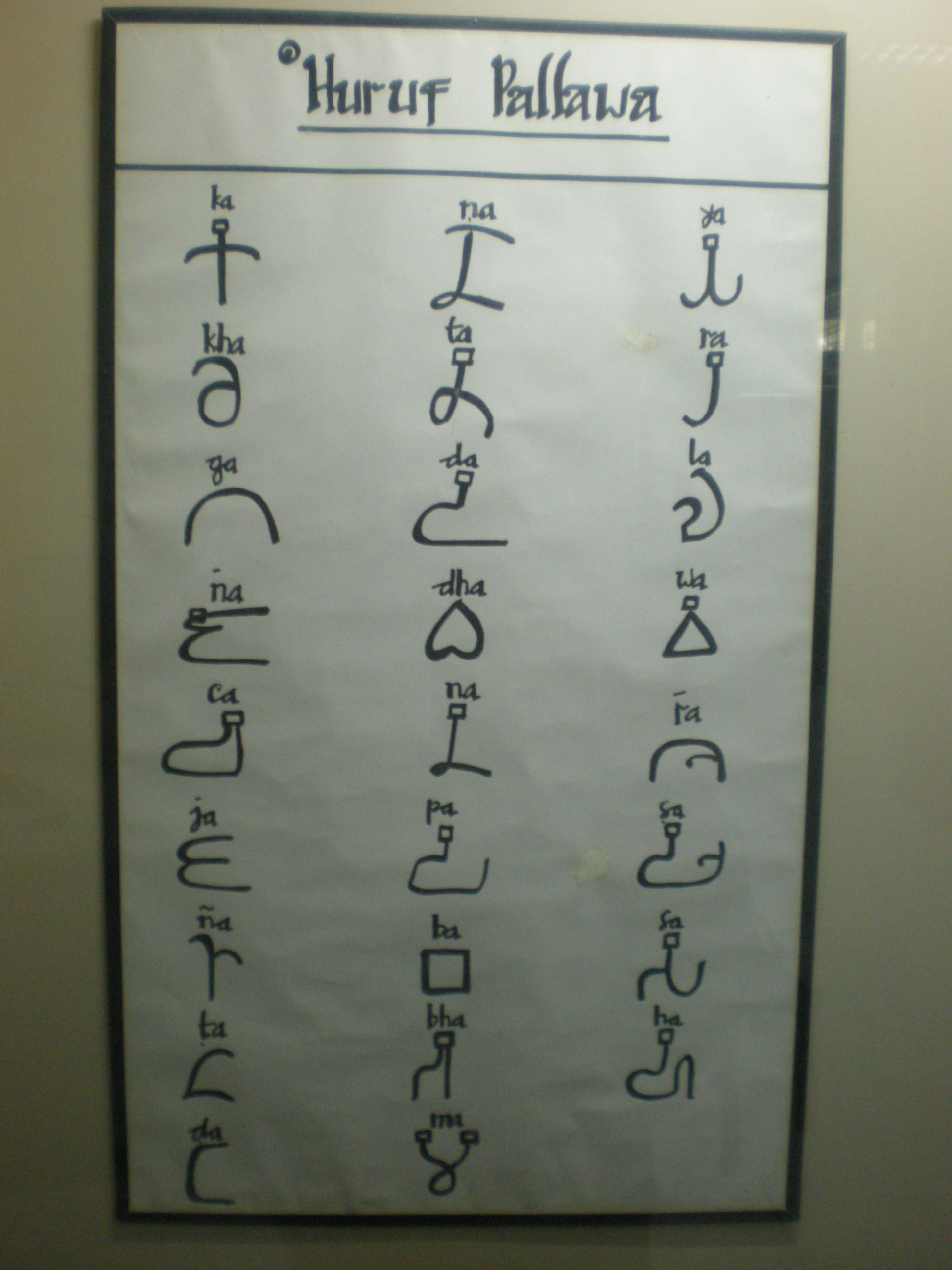
Escriptura Pal·lava

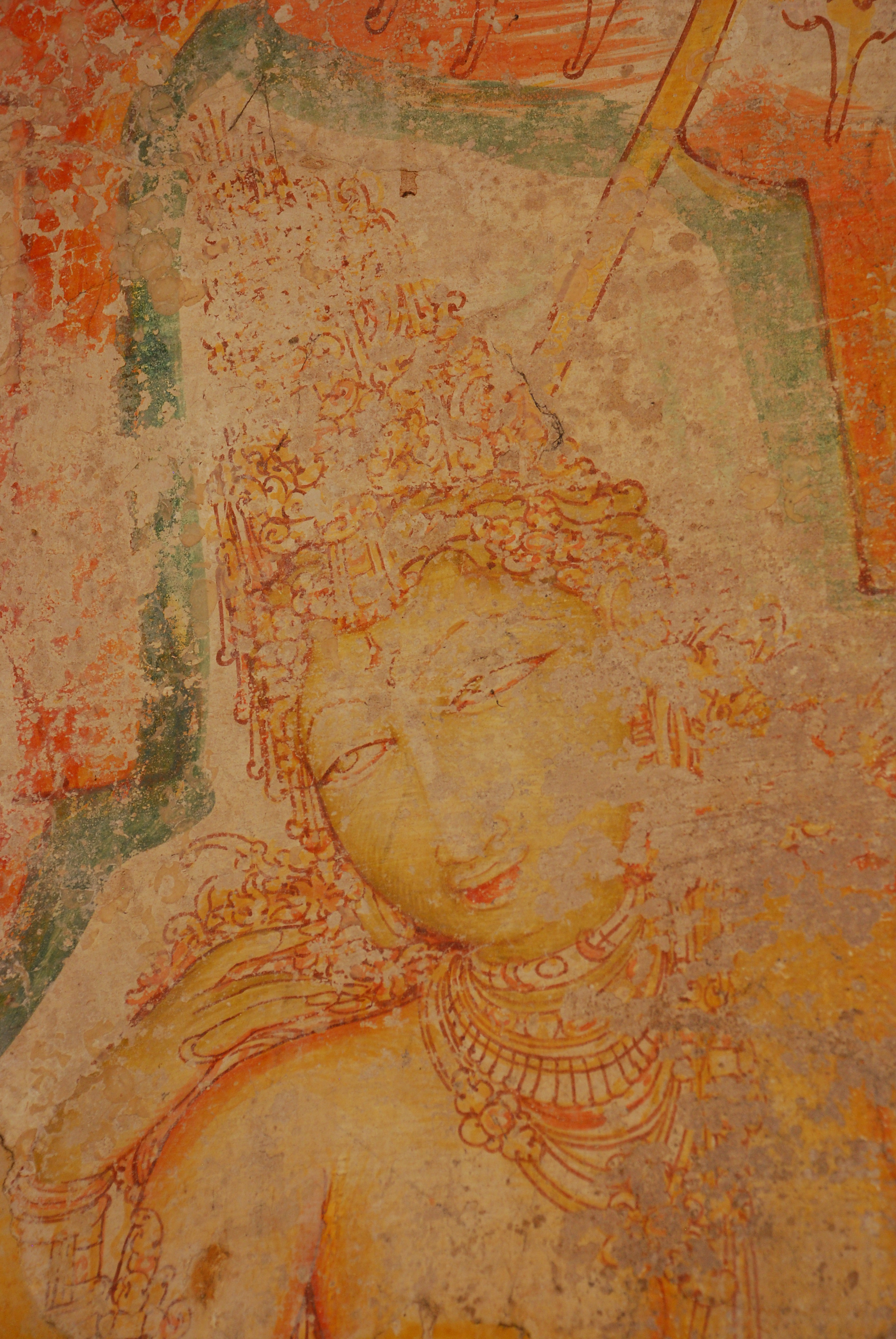
Fresc Pal·lava a Panamalai

La dinastia Pal·lava (tàmil பல்லவர், anglès Pallava) fou una dinastia dràvida i hindú que va governar al sud de l'Índia entre el final del segle iii, quan va desplaçar als Kalabhra de la zona, i el segle ix.
La capital Pal·lava era Kanchipuram. A l'apogeu de llur poder, el regne dels pal·laves s'estenia sobre una gran part de l'Ìndia del Sud. Limitava al nord amb el regne Chalukya, amb el regne Txera a l'oest i amb el regne Chola al sud.

## Història
El període dels Pal·lava és un temps de grans canvis espirituals a l'Ìndia del Sud, el budisme va declinar, mentre el jainisme es va continuar desenvolupant i el moviment bhakti hindú va aparèixer. Els místics Alvar (vaixnavita) i Nayanmar (xaivita) varen donar vigor al moviment bhakti.
Els Pal·lava varen estar contínuament ocupats en guerres contra els Chalukya de Badami.
A mitjans del segle IX hi va haver una gran lluita entre els pal·laves que havien governat la major part del sud de l'Índia durant tres segles i els pandyes per la supremacia política del sud de l'Índia, i el Chola Vijayalaya va l'oportunitat d'aixecar-se i establir el regne Chola a Thanjavur com a vassall del pal·lava Nandivarman III. El rei Pandya Varaguna II va intentar forçar el rei pal·lava Aparajita a sotmetre's i Aditya I, el fill de Vijayalaya, aleshores vassall dels pal·laves van venir en la seva ajuda, com el rei de Ganga Occidental Prithvipati I. Els Pandyas van ser derrotats a la batalla de Thirupurambiyam el 879 i els pal·laves, tot i que victoriosos, es van veure obligats a fer grans concessions als Chola. Aditya I no es va conformar amb la seva posició subordinada i planejava enderrocar els pal·laves. Va envair Tondaimandalam el 897 i en una batalla que va seguir, es va llançar sobre Aparajita quan estava muntat en un elefant i el va matar. Tot el regne pal·lava es va convertir ara en territori Chola.

## Desenvolupament cultural
Sota els Pal·lava va prosperar el commerç marítim amb l'Àsia del Sud-est. L'alfabet pal·lava fou la base de nombrosos sistemes d'escriptura de l'Àsia del Sud-est, com l'alfabet birmà, el javanès, tailandès i khmer.
El regne Pal·lava Fou també un temps favorable per les arts. La música, pintura, literatura i arquitectura es varen desenvolupar. Els temples de pedra varen substituir als temples excavats, com hom pot observar a Mahabalipuram.

## Reis Pal·lava
Abans del 575 les dates són incertes.
- Bappadeva (v. 225 - 250)
- Visnugopa (v. 350-v. 355)
- Kumaravishnu I (v. 355-v. 370)
- Skandavarman II (v. 370-v. 385)
- Viravarman (v. 385-v. 400)
- Skandavarman III (v. 400-v. 438)
- Simhavarman II (v. 438-v. 460)
- Skandavarman IV (v. 460-v. 480)
- Nandivarman I (v. 480-v. 500)
- Kumaravishnu II (v. 500-v. 520)
- Buddhavarman (v. 520-v. 540)
- Kumaravishnu III (v. 540-v. 550)
- Simhavarman III (v. 550-v. 574)
- Simhavishnu (575-615)
- Mahendravarman I (615-630)
- Narasimhavarman I (630-668)
- Mahendravarman II (668-670)
- Parameshvaravarman I (670-690)
- Narasimhvarman II (690-715)
- Parameshvaravarman II (715-717)
- Nandivarman II (717-760)
- Dantivarman (760-812)
- Nandivarman III (812-844)
- Nripatungavarman (844-870)
- Aparajita (870-888)